# Mormant
Mormant és un municipi francès, situat al departament de Sena i Marne i a la regió de Illa de França. L'any 2007 tenia 4.292 habitants.
Forma part del cantó de Nangis, del districte de Provins i de la Comunitat de comunes de la Brie Nangissienne.

## Demografia

### Població
El 2007 la població de fet de Mormant era de 4.292 persones. Hi havia 1.560 famílies, de les quals 417 eren unipersonals (177 homes vivint sols i 240 dones vivint soles), 381 parelles sense fills, 602 parelles amb fills i 160 famílies monoparentals amb fills.
La població ha evolucionat segons el següent gràfic:
Habitants censats

### Habitatges
El 2007 hi havia 1.728 habitatges, 1.617 eren l'habitatge principal de la família, 14 eren segones residències i 96 estaven desocupats. 1.176 eren cases i 469 eren apartaments. Dels 1.617 habitatges principals, 792 estaven ocupats pels seus propietaris, 784 estaven llogats i ocupats pels llogaters i 41 estaven cedits a títol gratuït; 92 tenien una cambra, 129 en tenien dues, 274 en tenien tres, 510 en tenien quatre i 613 en tenien cinc o més. 1.101 habitatges disposaven pel capbaix d'una plaça de pàrquing. A 775 habitatges hi havia un automòbil i a 603 n'hi havia dos o més.

### Piràmide de població
La piràmide de població per edats i sexe el 2009 era:
| Homes | Edats   | Dones |
| ----- | ------- | ----- |
| 0     | 95 o +  | 12    |
| 0     | 90 a 94 | 16    |
| 8     | 85 a 89 | 32    |
| 8     | 80 a 84 | 48    |
| 20    | 75 a 79 | 52    |
| 52    | 70 a 74 | 52    |
| 80    | 65 a 69 | 88    |
| 76    | 60 a 64 | 84    |
| 116   | 55 a 59 | 92    |
| 116   | 50 a 54 | 152   |
| 152   | 45 a 49 | 132   |
| 180   | 40 a 44 | 168   |
| 156   | 35 a 39 | 180   |
| 204   | 30 a 34 | 196   |
| 108   | 25 a 29 | 132   |
| 144   | 20 a 24 | 140   |
| 160   | 15 a 19 | 180   |
| 248   | 10 a 14 | 164   |
| 236   | 5 a 9   | 164   |
| 132   | 0 a 4   | 92    |

## Economia
El 2007 la població en edat de treballar era de 2.864 persones, 2.113 eren actives i 751 eren inactives. De les 2.113 persones actives 1.896 estaven ocupades (1.031 homes i 865 dones) i 217 estaven aturades (96 homes i 121 dones). De les 751 persones inactives 184 estaven jubilades, 319 estaven estudiant i 248 estaven classificades com a «altres inactius».

### Ingressos
El 2009 a Mormant hi havia 1.644 unitats fiscals que integraven 4.391,5 persones, la mediana anual d'ingressos fiscals per persona era de 18.425 €.

### Activitats econòmiques
Dels 180 establiments que hi havia el 2007, 4 eren d'empreses alimentàries, 1 d'una empresa de fabricació de material elèctric, 13 d'empreses de fabricació d'altres productes industrials, 16 d'empreses de construcció, 45 d'empreses de comerç i reparació d'automòbils, 7 d'empreses de transport, 13 d'empreses d'hostatgeria i restauració, 10 d'empreses financeres, 8 d'empreses immobiliàries, 24 d'empreses de serveis, 27 d'entitats de l'administració pública i 12 d'empreses classificades com a «altres activitats de serveis».
Dels 55 establiments de servei als particulars que hi havia el 2009, 1 era una oficina d'administració d'Hisenda pública, 1 gendarmeria, 1 oficina de correu, 3 oficines bancàries, 6 tallers de reparació d'automòbils i de material agrícola, 2 autoescoles, 5 paletes, 2 guixaires pintors, 4 fusteries, 2 lampisteries, 2 electricistes, 1 empresa de construcció, 5 perruqueries, 1 veterinari, 1 agència de treball temporal, 10 restaurants, 5 agències immobiliàries i 3 salons de bellesa.
Dels 16 establiments comercials que hi havia el 2009, 2 eren supermercats, 1 un supermercat, 2 botiges de menys de 120 m², 3 fleques, 1 una fleca, 1 una llibreria, 1 una botiga de roba, 1 una sabateria, 1 una perfumeria i 3 floristeries.
L'any 2000 a Mormant hi havia 6 explotacions agrícoles.

## Equipaments sanitaris i escolars
El 2009 hi havia 1 centre de salut, 2 farmàcies i 1 ambulància.
El 2009 hi havia 2 escoles maternals i 2 escoles elementals. Mormant disposava d'un col·legi d'educació secundària amb 566 alumnes.

## Poblacions més properes
El següent diagrama mostra les poblacions més properes.